# Bolotnea, Peremîșleanî
Bolotnea (în ucraineană Болотня) este localitatea de reședință a comunei Bolotnea din raionul Peremîșleanî, regiunea Liov, Ucraina.

## Demografie
Componența lingvistică a localității Bolotnea
     Ucraineană (100%)
Conform recensământului din 2001, toată populația localității Bolotnea era vorbitoare de ucraineană (100%).